# На красном фронте
«На красном фронте» — агитационный приключенческий фильм 1920 года о красноармейце, который выполнил ответственное задание, несмотря на противодействие польского шпиона. Первая работа будущего «коллектива Кулешова». Игровой сюжет помещён в реальную обстановку Гражданской войны. Съёмки велись в местах подлинных боёв на Западном фронте. Фильм не сохранился. Восстановлен на основе оригинального монтажного листа и подлинных кадров.

## Сюжет
Командир одной из частей Красной Армии направляет курьера с донесением в штаб. По дороге польский шпион ранил курьера-красноармейца и овладел донесением. Красноармеец устремился в погоню. Попутная машина даёт ему возможность нагнать поезд, в котором укрылся шпион. После борьбы на крыше железнодорожного вагона красноармеец всё-таки выполнил задание.

## В ролях
- Леонид Оболенский — красноармеец
- Александр Рейх — польский шпион
- Лев Кулешов — житель прифронтовой полосы
- Александра Хохлова — житель прифронтовой полосы